# Golfo de Játanga
El golfo de Játanga o bahía de Játanga (en ruso, Хатангский залив) es un golfo del mar de Láptev, emplazado en la costa norte de Siberia, al sureste de la península de Taimyr. Es un estuario mareal relativamente estrecho, siendo su longitud de 220 km, su anchura máxima de 54 km y la profundidad máxima de 29 m.
La isla Bolshói Béguichev divide el golfo en dos estrechos: el estrecho del Norte (13 km de ancho) y el estrecho Oriental (8 km de ancho). El río Játanga desemboca en este golfo. Las costas del golfo son altas, empinadas y hendidas. Las mareas son semidiurnas alcanzando una altura de hasta 1,4 m. El golfo de Játanga está cubierto de hielo la mayor parte del año. 
Las orillas del golfo están, por lo general, cubiertas de vegetación, consistente en una tundra baja de acantilado, así como acantilados de arenisca y marismas y zonas de sedimentación. 
Administrativamente, la parte occidental pertenece al krai de Krasnoyarsk, y la suroriental a la república de Sajá. 
El antiguo asentamiento y colonia penal de Nordvik estaba localizado frente a la costa sur de la bahía en la zona del estrecho Oriental, un área conocida como bahía Nordvik (Bujta Nordvik).